# Palazzo Spinola di Pellicceria
Le Palazzo Spinola di Pellicceria  ou palazzo Francesco Grimaldi est un édifice historique situé piazza di Pellicceria dans le centre historique de Gênes.
Depuis le 13 juillet 2006, le palais Spinola di Pelliceria  fait partie des 42 palais des Rolli inscrits dans la liste du  patrimoine mondial de l'humanité de l'UNESCO.

## Historique
Le palais est édifié en 1593 par Francesco Grimaldi, puis immédiatement inscrit dans les rolli. Les noms des architectes ne sont pas connus. Il figure également dans l'édition anversoise de Rubens de 1622 où ses gravures (planche XVI) renseignent sur la façade d'origine ainsi que sur sa configuration intérieure.
Il conserve, aussi, son ancien accès sis piazza inferiore di Pellicceria. Aujourd'hui, il accueille la Galleria Nazionale (Galerie nationale).
Le bâtiment abrite la famille Grimaldi jusqu'en 1641, année durant laquelle il est cédé à Ansaldo Pallavicini (rollo de 1664);  unique transaction dans l'historique de la propriété, caractérisé par des successions héréditaires ininterrompus, des Pallavicini aux Doria et enfin aux Spinola au début du XVIIIe siècle. À cette période, la loggiata située au centre de l'édifice est rénovée, ainsi que sur la façade, l'effet pictural de quadratura est recouvert de stucs de style rococo, attribués à Domenico Parodi.
L'édifice possède les caractères propres aux palais génois du tard XVIe siècle, reconnaissables à leurs atrium-loggia ainsi qu'à la luminosité des escaliers à rampe ouverte.
La majestueuse architecture se complète par la splendeur des espaces internes : d'un grand intérêt sont les voûtes des salles peintes a fresco, en particulier au premier étage La città di Lisbona assiégée par le duc d'Alba et au deuxième étage Trionfo di Renato Grimaldi e Imprese per l'espugnazione della città di Zierikzee œuvres de Lazzaro Tavarone, et autres contributions  de Lorenzo De Ferrari.

## Galerie nationale
En 1958, le marquis Spinola lègue son palais à l'État italien qui décide d'y installer un lieu d'exposition dédié principalement à l'art pictural du XVIIe siècle. Au fil des ans, le noyau initial d'œuvres s'est enrichi d'acquisitions ou de dons successifs. Le parcours s'articule sur deux étages et propose  des œuvres de peintres de l'école génoise tels Domenico Piola, Giovanni Benedetto Castiglione, Luca Cambiaso, Bernardo Castello, Bernardo Strozzi, Domenico Fiasella ainsi que d'Antonello da Messina, Guido Reni, Tintoretto, Procaccini, Rubens, Van Dyck. Les pièces de céramique présentées proviennent d'Albissola et le mobilier est d'origine. Remarquable aussi est la galerie des Glaces construite en 1734.

## Autres images

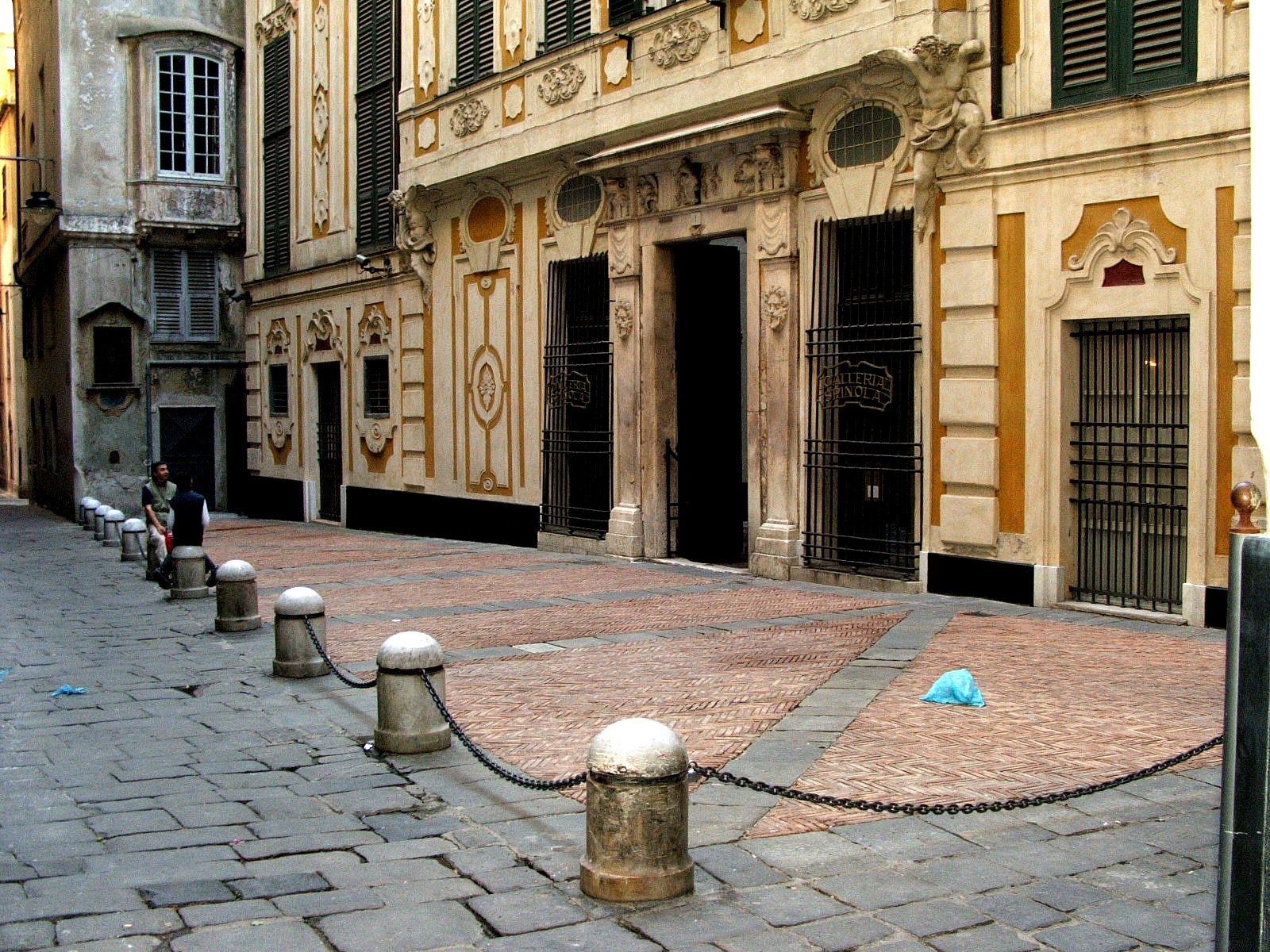
La façade sur la piazza di Pellicceria
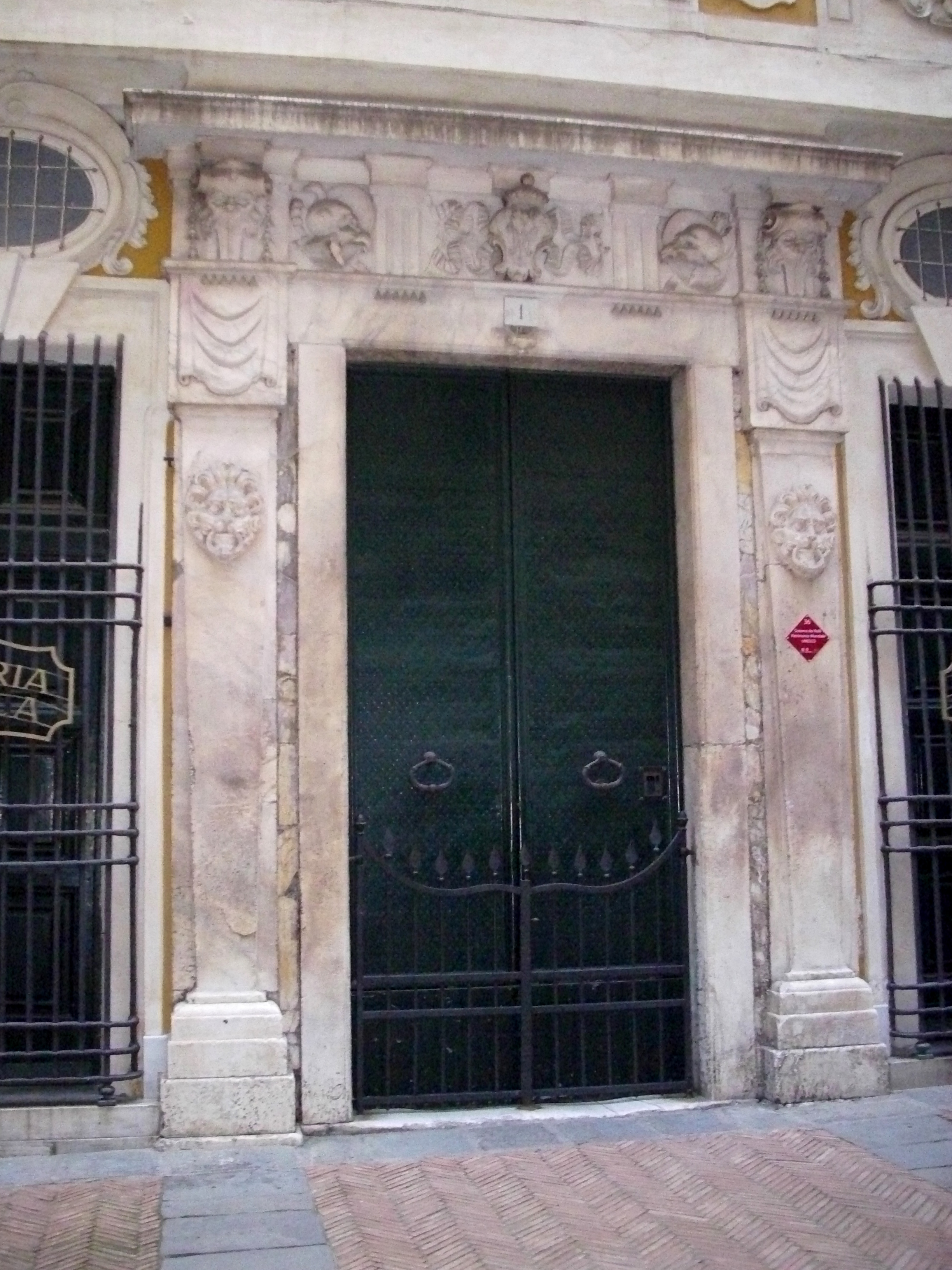
Le portail sur la piazza di Pellicceria
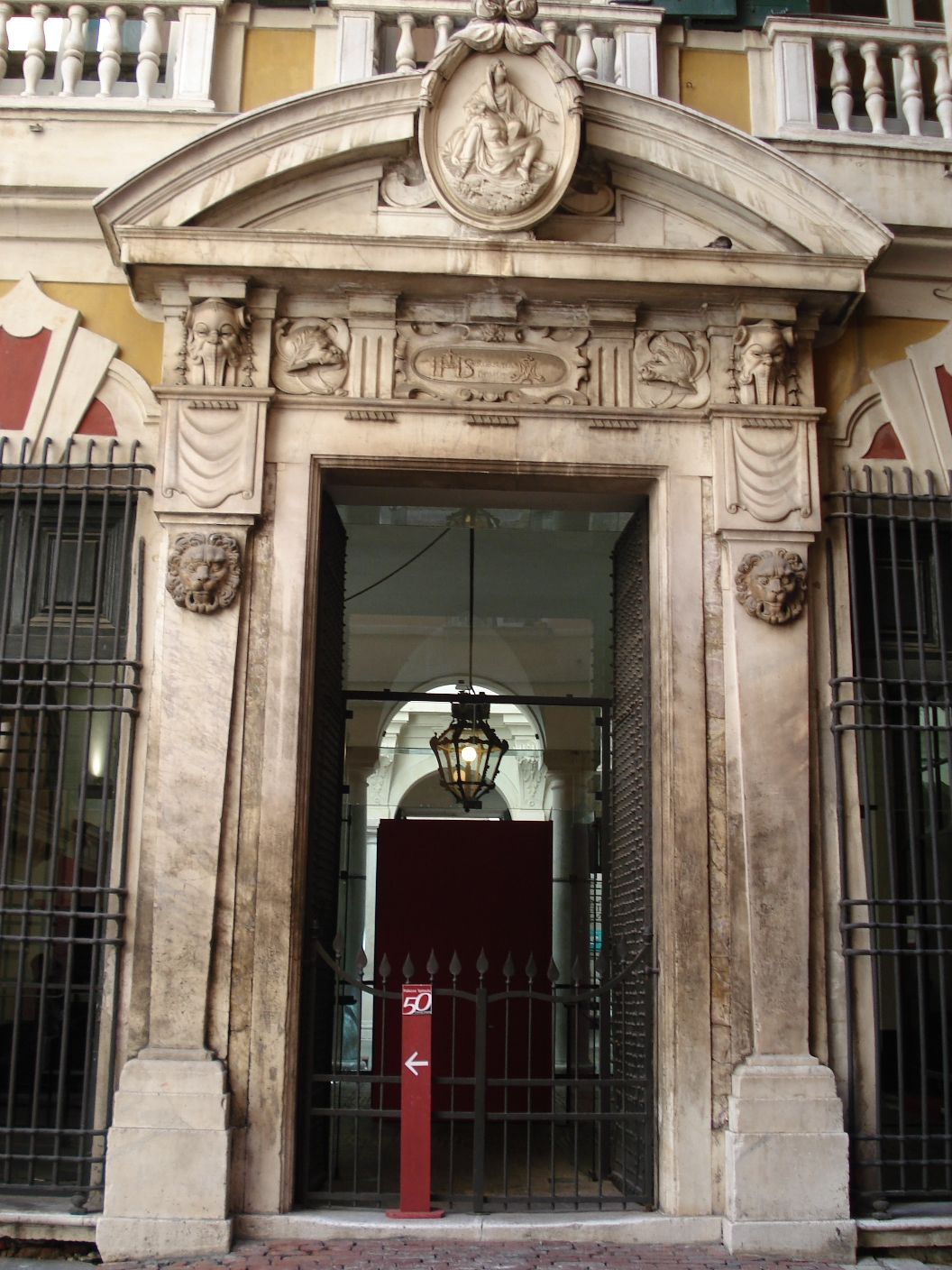
Le portail sur la piazza inferiore di Pellicceria
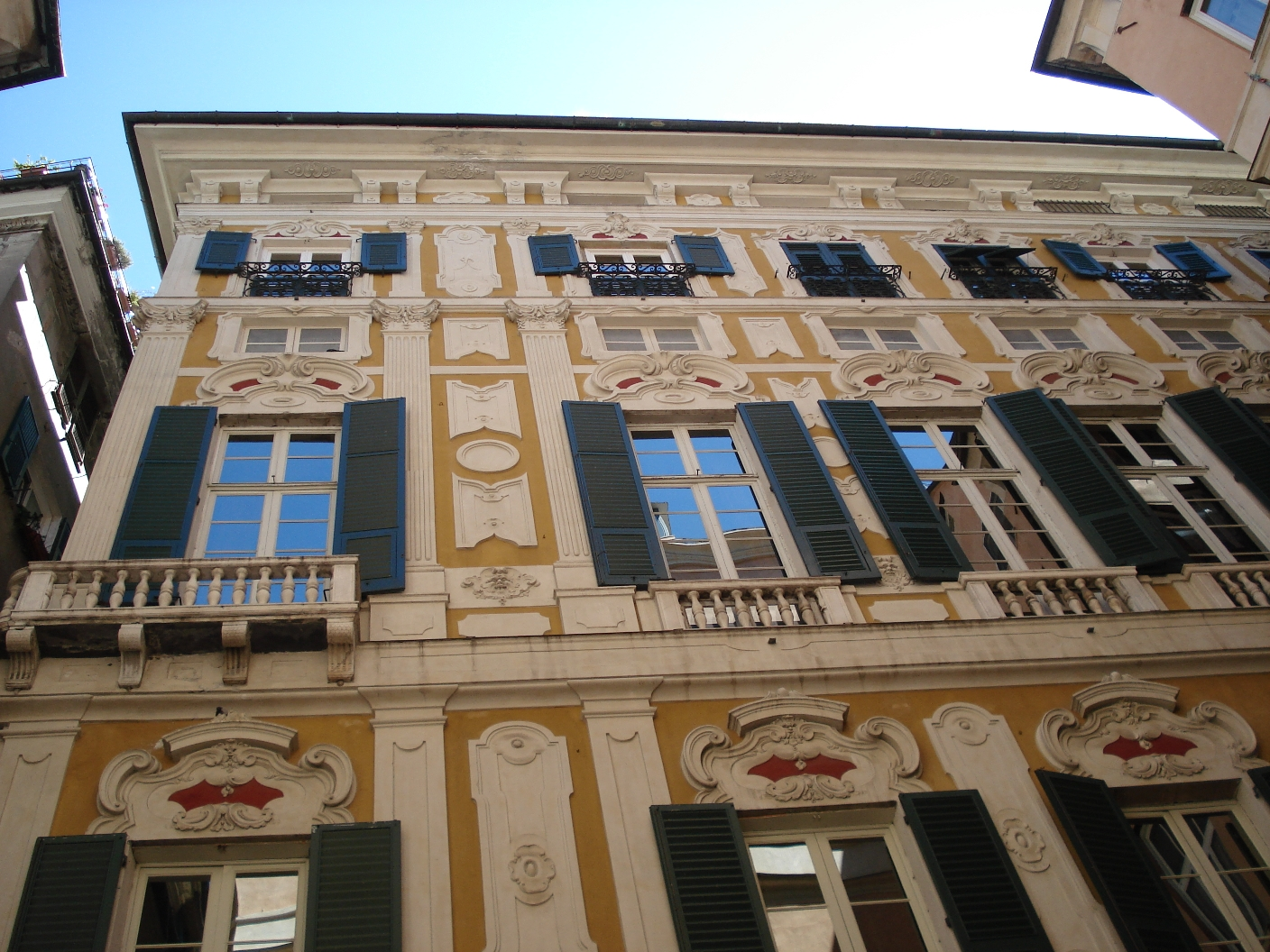
Détails de la façade sur la piazza inferiore di Pelliceria
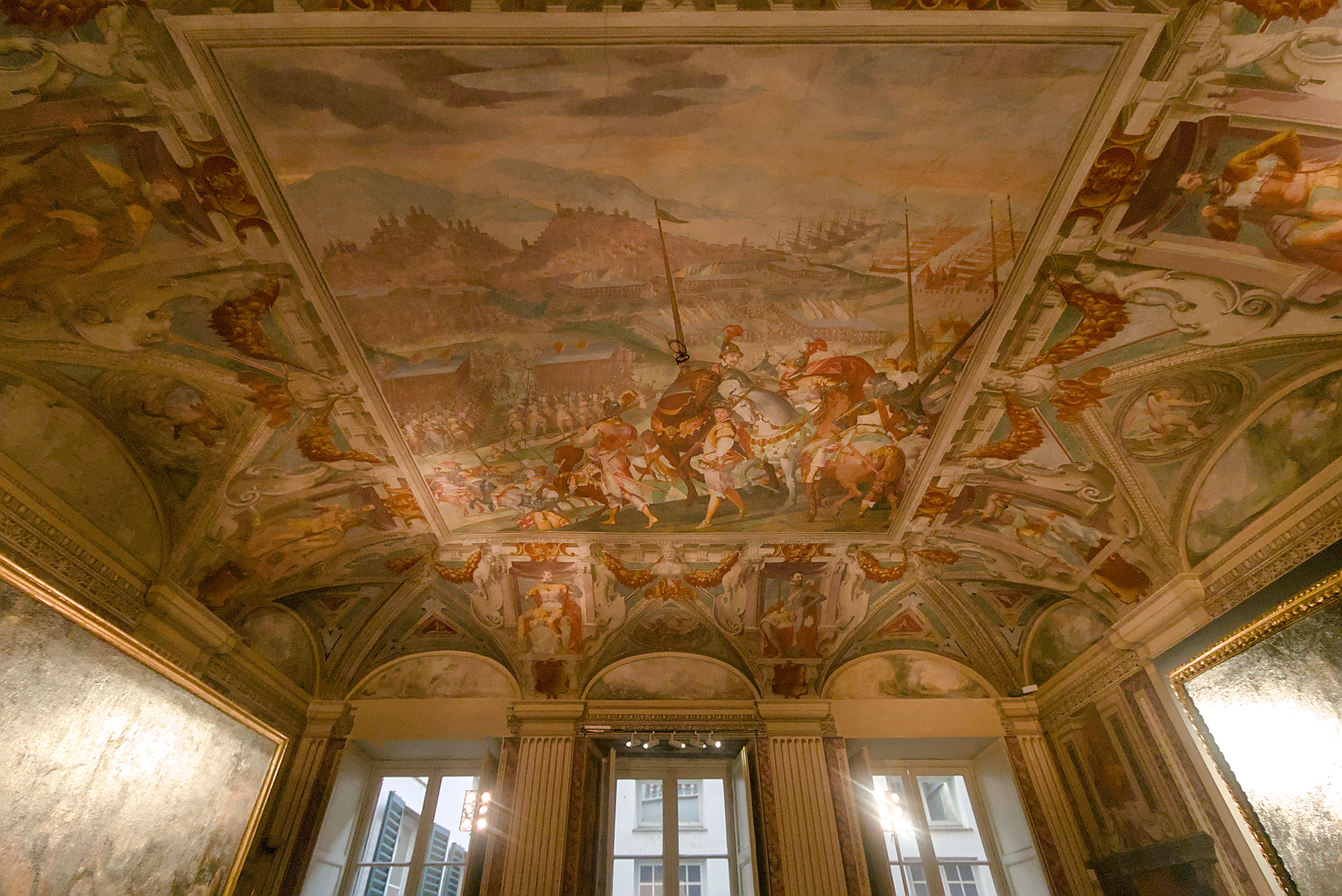
Salon du premier étage, avec, au plafond, Lisbonne assiégée par le Duc d'Albe, par Lazzaro Tavarone, vers 1620.
Salon du deuxième étage, avec, au plafond, Le Triomphe de Renato Grimaldi, par Lazzaro Tavarone.
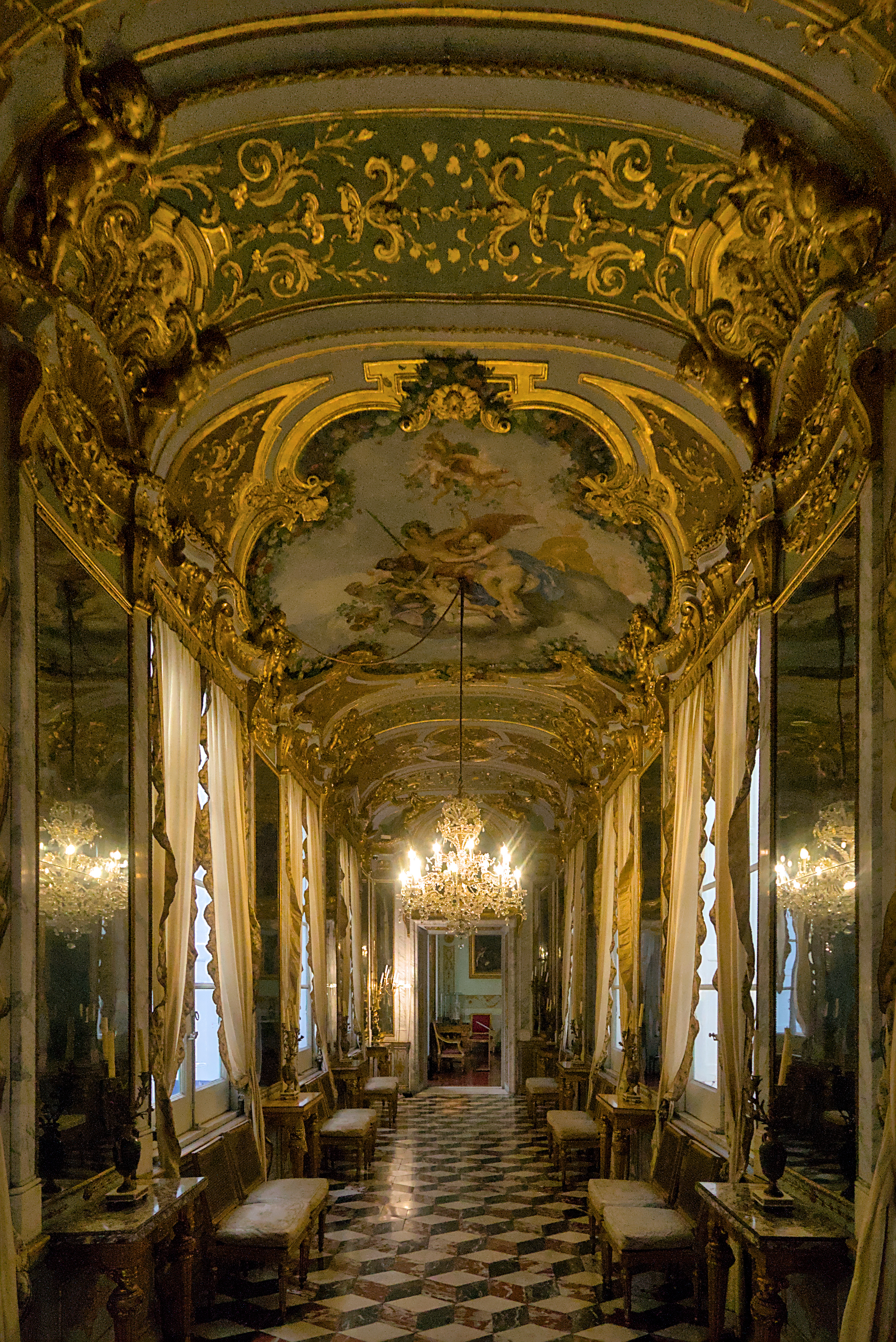
La Galerie des Glaces.

## Sources
- (it) Site officiel
- Dessin de la façade d'origine, publié dans Palazzi di Genova en 1622